# ティモンディ前田の、イカラジオ
『ティモンディの前田の、イカラジオ』は、エフエム愛媛で2024年10月6日から放送しているトーク番組。

## 番組概要
約3年半続いたお笑いコンビ・ティモンディの冠ラジオ、ティモンディの決起集会が終了し、その枠を引き継ぐ形で前田裕太が単独でパーソナリティーを務めるラジオ番組。
番組タイトルは食べ物の中でも無類のイカ好きな前田にちなんでつけられた。なお任天堂の人気ゲーム・スプラトゥーンシリーズ内のミニゲームにも登場する「イカラジオ」とは一切関係ない。
Twitterのハッシュタグは『#イカラジオ』。番組リスナーは「子イカ」と呼ばれており、放送回数はイカと同じく『杯』でカウントされている。放送時間内に収まらなかった未公開内容を含むアーカイブ配信を公式サイト、Podcast、ラジオクラウド等で配信中。
本編でメッセージが採用されたリスナーの中から毎週1名に番組オリジナルステッカーをプレゼントしている。
番組初の公開収録『ティモンディ前田の、イカラジオはイカが？』が2025年7月5日（土）18:30より阿佐ヶ谷ロフトAにて開催予定。

## 放送時間
- 日曜 21:00 - 21:30（2024年10月6日 - )

## コーナー
どれもイカにちなんだ名前のコーナーとなっている。ちなみに前田いわく「どれも同じじゃねえか！」という内容の類似コーナーが多い。
イカスミブッシャー
心に秘めている、イカ墨のように黒いものを吐き出すコーナー。
イカしてるぜ！
「イカしてるぜ！」と思ったことを送るコーナー。
イカついっス！
「イカついッス！」と思ったことを送るコーナー。
イ～カんじ！
最近「いい感じ」なことを教えるコーナー。
まあイッカ
納得しているわけじゃないけど、「まあイッカ」と思ってしまったことを送るコーナー。
イカれてるぜ！
「イカれてるぜ！」と思ったことを送るコーナー。
私のイカサマ
良くも悪くも、自分のことをイカにも本物っぽく見せるためにやっていることを送るコーナー。
イカレシピ
イカを使ったレシピを募集するコーナー。

## 番組用語
- 子イカ - 番組リスナーの総称。
- 大王 - パーソナリティーである前田の呼び名。

## ゲスト
- 第17・18回（2025年1月26日・2月2日) - 世襲
- 第25・26回（2025年3月23・30日）- 曽我部愛麗(テレビ愛媛アナウンサー)
- 第29・30回（2025年4月20・27日）- 松原ゆい(ロングアイランド)